# 王立音楽アカデミー
王立音楽院（えいこくおうりつおんがくいん）または王立音楽アカデミー（おうりつおんがくアカデミー、英語：Royal Academy of Music）は、イギリスのロンドンに所在する、世界有数の音楽学校の一つである。略称はRAM（アカデミー）。王立音楽大学（Royal College of Music, RCM）と混同されやすいが、この2つは別組織であり、注意しなければならない。王立音楽院は、イギリス最大の総合大学であるロンドン大学の正会員となっている。現在の院長は、ジョナサン・フリーマン＝アトウッドが務めている。世界大学ランキングでは、QS世界大学ランキング2025の音楽及びパフォーミングアーツ部門で世界第2位。

## 沿革
1822年にバーガーシュ卿ジョン・フェインによって英国最古の音楽院として創立され、1830年に「音楽科学の涵養を促し、全般的な指導によって音楽についての知識の習得を欲するすべての人々を支えることにより、万全な音楽学習がたやすくなるため」として、イギリス国王ジョージ4世の勅許によって、校名に「ロイヤル」を冠することが認められた。それ以来、数々の重要な音楽家が育成されてきた。

## 機構

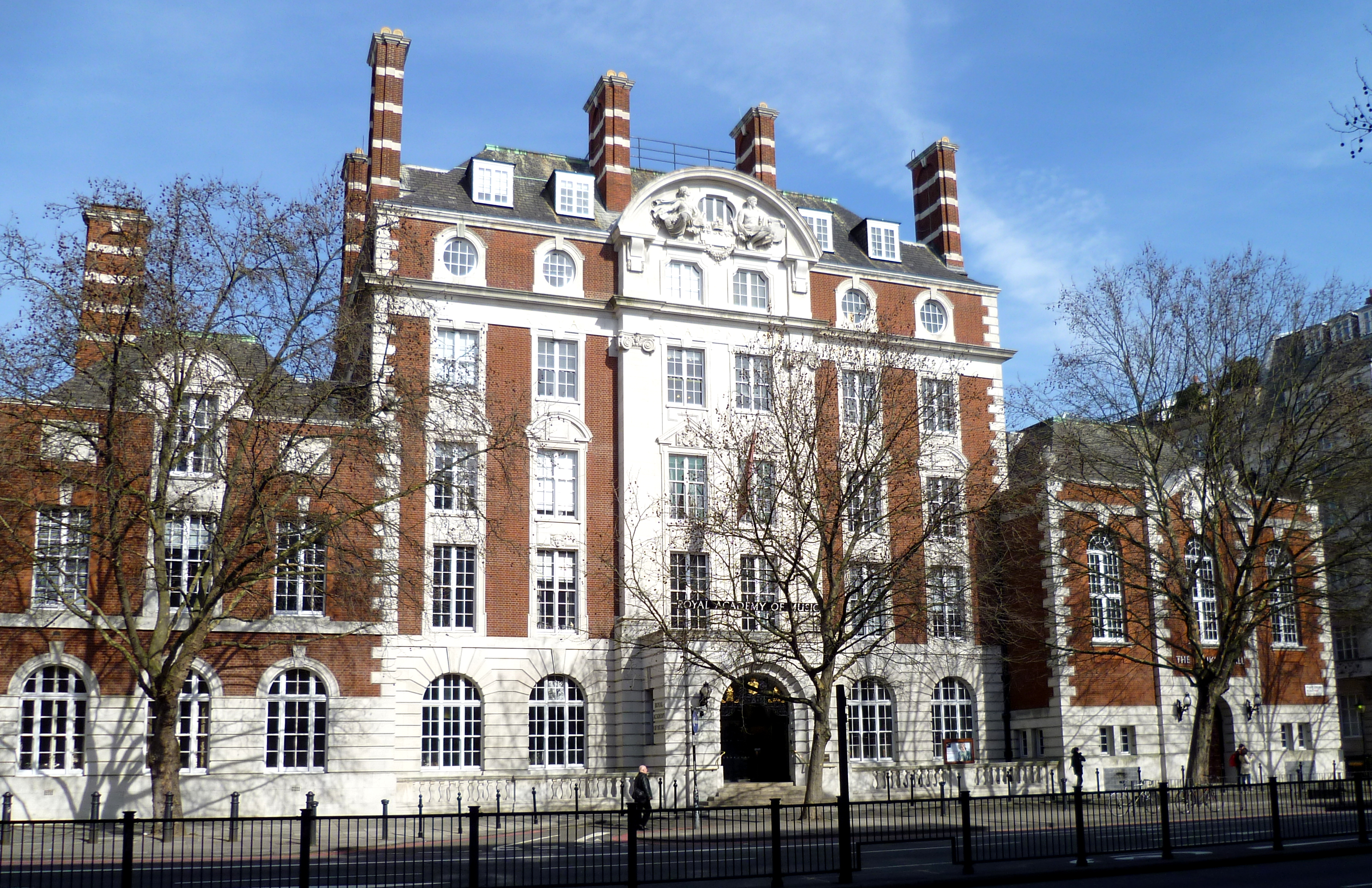
全景

ロンドン中心部の一等地に立地し、リージェンツ・パークと隣り合っている。450席を擁するデュークス・ホールや近代的な歌劇場などの音楽会場を含んでいて便利であり、150人を収容する新しいリサイタル会場や、公開楽器博物館「ヨーク・ゲート・コレクション」が2001年に併設によって、いっそうの利便性を見ることとなった。
王立音楽院には、毎週土曜日に18歳未満を対象とする「青少年のための教室」（a junior department）も開かれ、世界各国の音楽的な才能に恵まれた青少年を集めている。イギリスの音楽学校の児童教室の中で、最も需要の多い機関として有名である。青少年部門の卒業生に、エルトン・ジョンがいる。
附属図書館は16万冊以上の資料がそろい、大量の楽書や楽譜のほかに、自筆譜や初期の出版物のコレクションやオーディオ装置が整っている。サー・アーサー・サリヴァン文庫やサー・ヘンリー・ウッド文庫も図書館に属している。図書館で最も価値のある蔵書は、イギリスの大作曲家の自筆譜であり、ヘンリー・パーセルの《妖精の女王》やサリヴァンの《ミカド》、ヴォーン・ウィリアムズの《トマス・タリスの主題による幻想曲》《音楽へのセレナード》、そして新発見されたヘンデルの《グローリア》などが含まれている。国家遺産記念基金からの拠出によって、ロバート・スペンサー・コレクションを購入、これは英国初期のリュート歌曲のほかに、リュート曲集やギター曲集のすぐれたコレクションであった。この歴史的なコレクションは現在、ヨーク・ゲート・コレクションに展示されている。図書館の管弦楽部門は、約4,500部のパート譜を揃え、常に新品を補充している。指揮者のヘンリー・ウッドやオットー・クレンペラーについての重要なコレクションも含まれている。
王立音楽院の学生は、50ヵ国以上から集まり、輝かしい共同体を作りながら、演奏科から作曲科、ジャズ科、舞台科にわたる様々な学科や、王立音楽院オペラ座に携わっている。王立音楽院は、キングス・カレッジ・ロンドン（特に音楽学部）と連携しており、後者の学生は王立音楽院で器楽教育を受けている。見返りに王立音楽院の学生は、キングス・カレッジで広汎な人文科学の学科を履修し、学術的な音楽学のカリキュラムを広げることができる。

### 学科
演奏科・作曲科・指揮科・舞台科・歌劇科は、子供のための音楽教室、学士課程から博士課程まで設立されている。

### 演奏会
王立音楽院の学生は、定期的に学内演奏会の会期中に演奏を行い、（たとえばコリン・デイヴィス、ヤン・パスカル・トルトゥリエ、クリストフ・フォン・ドホナーニ、ルッツ・ケーラー、チャールズ・マッケラス、ディエゴ・マッソン、ジェームズ・マクミラン、トレヴァー・ピノックら）イギリス内外の主要な指揮者と共演している。2005年9月にはコリン・デーヴィスが、院内の学生オーケストラとジュリアード音楽院学生オーケストラからなる混成楽団を、BBCプロムスで指揮している。
王立音楽院は、定期的に現代の作曲家を記念して、該当する作曲家の登場する音楽祭を催している。これまでにヴィトルド・ルトスワフスキ、マイケル・ティペット、クシシュトフ・ペンデレツキ、オリヴィエ・メシアン、ハンス・ヴェルナー・ヘンツェ、ルチアーノ・ベリオ、エリオット・カーター、アルフレート・シュニトケ、ジェルジ・リゲティ、フランコ・ドナトーニ、ガリーナ・ウストヴォーリスカヤ、アルヴォ・ペルト、ジェルジ・クルターグ、マウリシオ・カーヘルらを特集してきた。2006年2月から3月までの間、ヴァイオリンのヴィルトゥオーソ、パガニーニの最初のロンドン訪問（1831年）から175周年を記念する音楽祭が開かれた。

## 人物

### 著名な出身者
- アーサー・サリヴァン
- アーノルド・バックス
- アニー・レノックス - ユーリズミックスのボーカリスト
- アンネ＝ゾフィ・ムター
- エヴェリン・グレニー
- エルトン・ジョン
- クリフォード・カーゾン
- ガブリエラ・モンテーロ
- ギャレス・マローン
- サイモン・ラトル
- ジョー・ジャクソン
- ジョン・バルビローリ
- スーフェイ・ヤン
- デニス・ブレイン
- ハリスン・バートウィッスル
- ハドリー・フレイザー
- フェリシティ・ロット
- フランシス・モンクマン
- フレディ・ケンプ
- ヘンリー・ウッド
- マイケル・ナイマン
- マイラ・ヘス
- マクシム・ヴェンゲーロフ
- マックス・リヒター
- 三浦友理枝
- リチャード・ヒコックス
- リチャード・ロドニー・ベネット
- リチャード・ロドニー・ベネット・ジュニア
- レスリー・ギャレット
- マイケル・フィニスィー
- キャサリン・ジェンキンス
- ジャン・レイサム＝ケーニック
- リック・ウェイクマン（中退）
- コロン・えりか[4] 声楽

### 著名な教職員
- ジョシュア・ベル
- ウィリアム・ベネット
- バーバラ・ボニー
- ザカール・ブロン
- コリン・デイヴィス
- ニコライ・ゲッダ
- クリストファー・ホグウッド
- ピーター・マクスウェル・デイヴィス
- ジェルジ・パウク
- マーティン・ロスコウ
- ジョン・ウィリアムス
- ヨンティ・ソロモン
- ベント・ソアンセン[5]

## ヨーク・ゲート・コレクション
ヨーク・ゲートは、1822年にリージェント・パークの表玄関の一角として設計され、摂政時代のロンドンのためにジョン・ナッシュがデザインした建築の中で、重要な目玉となっている。ヨーク・ゲートの内装は、1940年代の空襲によって大半が破壊されたが、ナッシュによる外装は、第一級の建築物の地位を保っている。王立音楽院は1911年にメリルボーン・ロードに移転し、1920年代から1930年代までの間、ヨーク・ゲートに間借りしていた。遺産基金からの多額の援助によって、王立音楽院はこの由緒ある建物を接収して改修し、スタジオや練習場に加えて、博物館「ヨーク・ゲート・コレクション」を建てることができたのである。
王立音楽アカデミーは、200以上の優れたヴァイオリン属の弦楽器を蒐集している。これらの楽器は、学生や最近の卒業生の便宜のために入手され、演奏の順に学内の常駐楽器製作者によって補修されている。所蔵されている楽器は以下のとおりである。
- ストラディヴァリ ヴァイオリン 1666年頃
- ストラディヴァリ「ヨアヒム」ヴァイオリン 1698年
- ストラディヴァリ「クステンダイク」ヴァイオリン 1699年
- ストラディヴァリ「ヴィオッティ・エクス＝ブルース」ヴァイオリン 1709年
- ストラディヴァリ「マウリン」ヴァイオリン 1718年
- ストラディヴァリ ヴァイオリン 1727年頃
- ストラディヴァリ「アブネック」ヴァイオリン 1734年頃
- ストラディヴァリ「アルキント」ヴィオラ 1696年
- ストラディヴァリ「マルケヴィチ」チェロ 1709年
- ストラディヴァリ「マルキ・ド・コルブロン」チェロ 1726年

- アントニオ・アマティとジローラモ・アマティ 5弦チェロ 1600年頃
- アントニオ・アマティとジローラモ・アマティ ヴァイオリン 1629年
- ニコロ・アマティ ヴァイオリン 1662年
- ジローラモ・アマティⅡ世 ヴァイオリン 1671年

- アンドレーア・グァルネリ ヴァイオリン 1665年頃

- フランチェスコ・ルジェーリ チェロ 1695年
- ヴィンチェンツォ・ルジェーリ ヴァイオリン 1705年

ギャラリーはヨーク・ゲート造成地の中心部をなしており、アカデミーの重要な楽器コレクションや古文書、自筆譜や肖像画を陳列している。最も重要なことは、ヨーク・ゲート・コレクションが「生ける博物館」であり、演奏家や作曲家、器楽製造家や研究家らの活動にとって、音楽や音楽に関連した幅広い学問分野からなる特別な公開の場となっていることである。
このほかに、イェニー・リンド・コレクション、デイヴィッド・マンロウ・コレクション、プリオー・レニエ・コレクション、マッカン・コレクションなどがある。